# Sam Heughan
Sam Heughan, né le 30 avril 1980 à Balmaclellan, un petit village situé dans le comté de Dumfries and Galloway au sud-ouest de l'Écosse, est un acteur écossais.
Il commence sa carrière en 2001 à l'âge de vingt-et-un ans dans un court métrage mais il accède à la notoriété notamment grâce à son rôle de Jamie Fraser dans la série télévisée Outlander diffusée sur Starz depuis 2014 et librement inspirée de la série de livres de Diana Gabaldon.

## Biographie

### Enfance et formation
Sam Heughan grandit dans le sud de l'Écosse dans la région de Dumfries and Galloway près de Kenmure Castle (en).
Il a un frère prénommé Cirdan. Leurs prénoms proviennent du Seigneur des Anneaux, leurs parents étaient fans de la saga de J.R.R. Tolkien : Sam pour Samsagace Gamegie, Cirdan en raison de l'elfe Círdan.[réf. nécessaire]
Sa mère, Chrissie Heughan, artiste et artisan papetière, a lutté pour élever les deux frères après le départ de leur père alors qu’ils étaient tous deux jeunes.[réf. nécessaire]
À l’âge de cinq ans, Sam et sa famille déménagent à New Galloway où il fréquente la Kells Primary School. Puis, à l’âge de douze ans, il s'installe à Édimbourg avec sa famille où il fréquente la James Gillespie’s High School pendant un an, puis par la suite la Edinburgh Rudolph Steiner School, où il poursuivra et terminera sa scolarité.
À dix-huit ans, il intègre donc la prestigieuse Royal Scottish Academy of Music and Drama (RSAMD, appelée maintenant Royal Conservatoire of Scotland) à Glasgow, d'où il sort diplômé en 2003. Dans une interview, il qualifiera son passage dans cette école « d'incroyable et mémorable expérience ».
Au cours de ses études, il se produit dans de nombreuses pièces, dont The Twits at Citizens Theatre, une adaptation de Crime et Châtiment de Fiodor Dostoïevski ou encore La Mouette d’Anton Tchekhov.
Avant d’obtenir son diplôme, Heughan était en 2002 l’un des quatre étudiants choisis pour représenter la RSAMD au concours de talents radiophoniques Carlton Hobbs de la BBC.

### Carrière

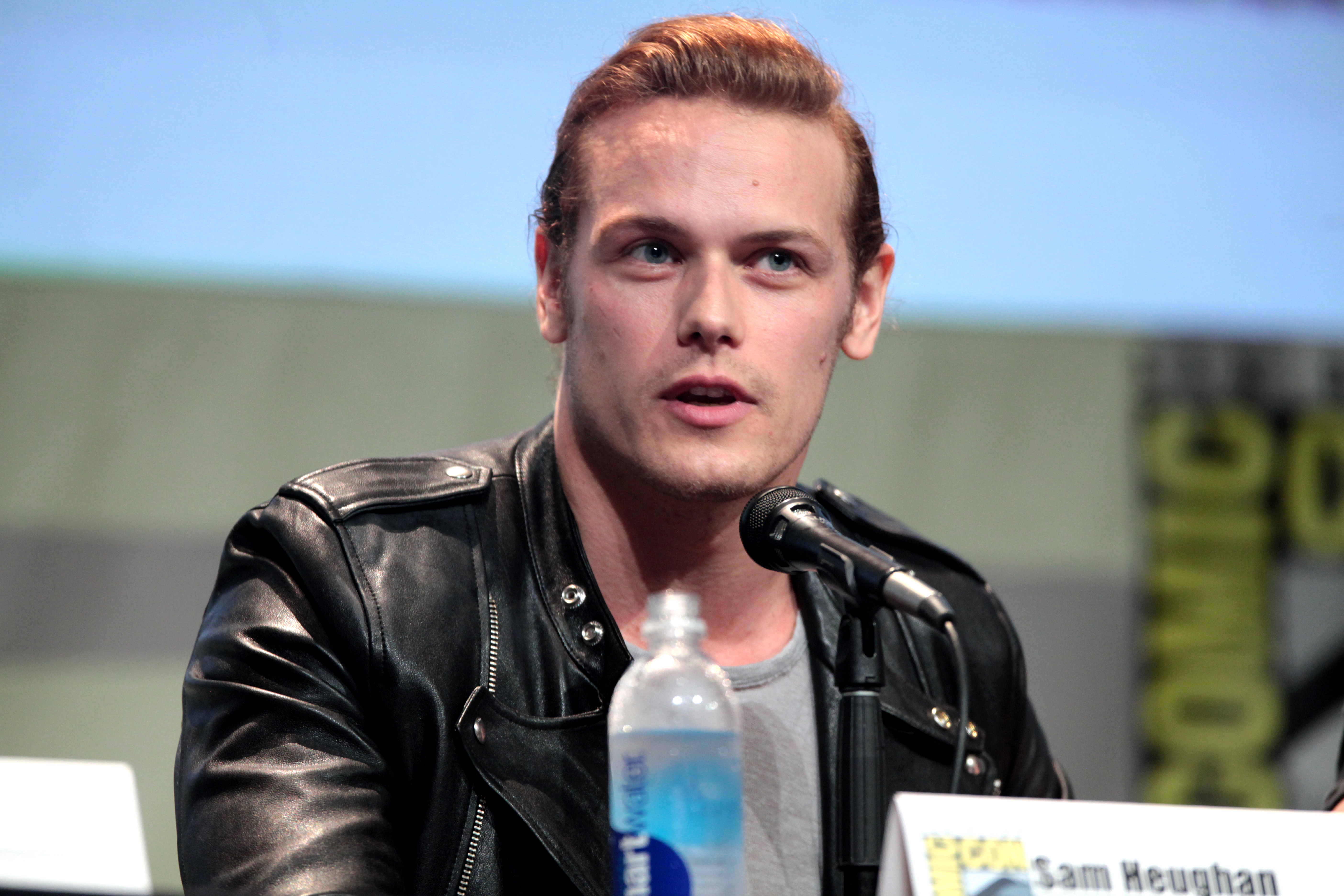
Sam Heughan au Comic-Con de San Diego en 2015.

Sorti diplômé de la Royal Scottish Academy of Music and Drama, Sam décroche son tout premier rôle en 2001, dans le court métrage de Jérémy Raison nommé Small Moments. C'est cependant sur les planches qu'il a d'abord fait ses preuves.
Dès le début de sa carrière, en 2003, Sam Heughan est nommé aux Laurence Olivier Awards (l'équivalent britannique des Molières) dans la catégorie Comédien le plus prometteur de 2002 pour sa performance dans la pièce Outlying Islands de David Greig, jouée à au Royal Court Theatre de Londres.
À partir de là, il alterne les rôles shakespeariens au théâtre et les rôles secondaires à la télévision.
En effet, sa reconnaissance théâtrale sur les planches lui permet de décrocher deux ans plus tard son tout premier rôle à la télévision dans la mini-série britannique Island at War, qui plonge le spectateur en pleine Seconde Guerre mondiale. Il y interprète Philip Dorr.
Par la suite, on le retrouve dans plusieurs petits rôles à la télévision.
En 2005, il passe une audition pour incarner l'agent secret James Bond, mais le rôle est attribué à Daniel Craig.
Il participe dans un premier temps à River City. En 2007, il prend part à une enquête de l'inspecteur Barnaby puis enchaîne aussitôt avec le drame Party Animals (en), aux côtés de Matt Smith (Doctor Who). Ayant déjà travaillé sur une série policière, il rejoint l’équipe de Rebus, le show de la BBC avec Ken Stott (la trilogie Le Hobbit).
En 2009, il obtient le rôle récurrent de Scott Nielson dans la série Doctors de la BBC, qui lui vaut une nomination aux British Soap Awards en tant que meilleur méchant de l'année.
En 2010, l'acteur interprète, pour le compte d'une série de publicités, le fondateur de la brasserie Tennant's Lager. Ces publicités remportent plusieurs prix aux Scottish Advertising Awards, notamment dans les catégories Campagne télévisée, Publicité de plus de 30 secondes et Direction artistique,.
La même année, il incarne dans le téléfilm First Light le rôle d'un jeune pilote de Spitfire ayant réellement existé, Geoffrey Wellum (en), lors de la Seconde Guerre mondiale, aux côtés de Gary Lewis.
Toujours en 2010, il joue dans deux autres productions complètement opposées, dont Any Human Heart, qui narre la vie passionnante d’un écrivain qui a rencontré les plus grands auteurs, tels qu’Ernest Hemingway et Ian Fleming. Puis, il se glisse dans la peau d'Alexandre le Grand pour le film d’aventure Young Alexander the Great.
Ses débuts cinématographiques lui permettent de multiplier les facettes de sa personnalité au travers de rôles toujours plus éclectiques comme dans le psychologique Emulsion, où il joue un mari déterminé à retrouver sa femme disparue dans des circonstances mystérieuses.
En 2011, il joue aux côtés de Katie McGrath et Roger Moore dans Il était une fois à Castlebury..., dans lequel il interprète le prince Ashton.
En 2011 et 2012, il interprète le rôle principal de Bruce Wayne, alias Batman, dans le spectacle musical Batman Live (en), qui est joué au Royaume-Uni, en Irlande et en Amérique du Nord.
Heughan revient au cinéma en 2014 dans le road-movie Heart of Lightness, qui compte au casting James Bachman (Transformers : L'Âge de l'extinction).
Cette même année, sa carrière prend une nouvelle ampleur puisqu'il accède à la notoriété mondiale grâce à son rôle dans la série Outlander. Depuis 2014, il incarne le rôle de Jamie Fraser dans la série de la chaîne Starz, adaptée de la série de romans Le Chardon et le Tartan de Diana Gabaldon. Il fut le premier membre de la distribution à être annoncé par la chaîne. Depuis la cinquième saison sortie en 2020, Sam devient, tout comme sa co-star Caitriona Balfe, l'un des producteurs délégués de la série.
En 2016, il joue Jacob dans When the Starlight Ends d'Adam Sigal.
Par la suite, il joue aux côtés de Mila Kunis, Justin Theroux et Kate McKinnon dans la comédie d'action L'Espion qui m'a larguée qui sort en 2018.
En 2019, on le retrouve en Tom Buckingham dans SAS: Red Notice.
En 2020, il est à l'affiche de deux nouveaux longs métrages. Il joue dans le film d'action Bloodshot aux côtés de Vin Diesel et est à l'affiche de An Unquiet Life, le biopic sur Roald Dahl avec Conleth Hill et Keeley Hawes, dans lequel il interprète le rôle de Paul Newman.
En 2020, Starz, qui diffuse déjà Outlander, commande une nouvelle série non scénarisée intitulée Men in Kilts: A Roadtrip with Sam and Graham, une émission créée et produite par Sam, son partenaire dans Outlander, Graham McTavish et Alex Norouzi pour Starz par Boardwalk Pictures en association avec Sony Pictures Television. Commandée pour huit épisodes d'une demi-heure, la série est une célébration de la culture et de l'histoire écossaises.

## Vie personnelle
Sam Heughan est officiellement célibataire. Dans une interview de 2020, il déclare : « Être en couple est difficile lorsque vous travaillez dix mois par an en Écosse. Je voyage beaucoup et quand je suis en pause, je m'occupe d'autres projets. Ma priorité, c'est ma carrière, j'en suis là pour le moment. »
À la suite de la pandémie de COVID-19, il révèle être victime de harcèlement depuis de nombreuses années via un post diffusé sur Twitter.

## Engagements caritatifs et philanthropie
Depuis 2011, Sam Heughan soutient la fondation Bloodwise (en) en tant qu'ambassadeur, association qui soutient la recherche et qui lutte contre le cancer du sang : leucémie, lymphome. Sam participe à des marathons et des triathlons afin de lever des fonds et devient en 2016, le président de Bloodwise Écosse.
De la même manière, il soutient d'autres associations telles que Cahonas Scotland, Caroline Previdi Foundation, Marie Curie UK ou encore World Child Cancer dont Caitriona Balfe est également l'une des ambassadrices.
Depuis 2013, Sam Heughan est parrain de l'organisation Youth Theatre Arts Scotland d’Édimbourg qui a pour vocation d'éveiller les plus jeunes à la pratique du théâtre,.
En 2015, il crée et lance son propre mouvement caritatif My Peak Challenge, un programme bien-être destiné à encourager les gens à pratiquer une activité (physique ou non), et dont une partie des fonds est reversée à des œuvres caritatives. « My Peak Challenge est une communauté internationale qui s'appuie sur le fondement que nous pouvons tous faire des changements positifs dans nos vies tout en aidant les autres », dit Sam Heughan.
Dans un autre registre, il s'engage pour l'indépendance de l’Écosse, au référendum de 2014. « J’étais réticent et je pensais que l’indépendance n’était pas une bonne idée au départ, mais j’ai changé et vers la fin je suis devenu partisan du référendum. J'ai pensé qu’en fin de compte, c’était un pas de plus vers la démocratie pour le peuple écossais », a-t-il déclaré.
En 2016, il devient le premier ambassadeur mondial de la marque anglaise de vêtements Barbour. Il a sorti plusieurs collections depuis sa première ligne automne-hiver en 2017, qu’il a toutes co-conçues.
En juin 2019, Heughan reçoit un doctorat honoris causa de l'université de Stirling, en reconnaissance de sa contribution exceptionnelle aux œuvres caritatives et à la bienfaisance. Un deuxième doctorat honorifique en reconnaissance de son succès artistique et de son travail caritatif lui a été décerné par l'université de Glasgow en juillet 2019.

## Autres activités
Sam Heughan est l'auteur de trois livres.
Via sa société Great Glen Company, l'acteur a lancé son propre tartan et son propre whisky en éditions limitées et dont le nom n'est autre que Sassenach Spirits. Sassenach est un terme gaélique dérivé de « Saxon » désignant « un ou une Anglaise » ou « un ou une étrangère » : c'est ainsi que Jamie Fraser surnomme Claire, il a également servi de titre au tout premier épisode d'Outlander.

## Filmographie

### Cinéma
- 2001 : Small Moments (court métrage) de Jeremy Raison
- 2010 : Young Alexander The Great de Jalal Mahri : Alexandre le Grand
- 2014 : Heart of Lightness de Jan Vardoen : Lyngstrand
- 2014 : Emulsion de Suki Singh : Ronnie Maze
- 2016 : When the Starlight Ends d'Adam Sigal : Jacob
- 2018 : L'Espion qui m'a larguée (The Spy Who Dumped Me) de Susanna Fogel : Sebastian Henshaw
- 2020 : Bloodshot de Dave Wilson : Jimmy Dalton
- 2020 : To Olivia de John Hay : Paul Newman
- 2021 : SAS: Red Notice de Magnus Martens : Tom Buckingham
- 2022 : Everest de Doug Liman : George Ingle Finch
- 2023 : Love again de James C. Strouse[19]
- 2024 : Everest de Doug Liman : George Finch

### Télévision

#### Séries télévisées
- 2004 : Island at war (en) : Philip Dorr (5 épisodes)
- 2005 : River City (en) : Andrew Murray (4 épisodes)
- 2006 : The Wild West (mini-série) : John Tunstall (1 épisode)
- 2007 : Rebus (en) : Peter Carr (1 épisode)
- 2007 : Party Animals (en) : Adrian Chapple (2 épisodes)
- 2007 : Inspecteur Barnaby : Ian King (saison 10, épisode 3)
- 2009 : Doctors : Scott Nielson (21 épisodes)
- 2010 : Any Human Heart (en) : Lieutenant McStay (1 épisode)
- 2012- : Homeland (épisode : Beirut is back ) : Red 1
- 2021 : Men in Kilts: A Roadtrip with Sam and Graham : lui-même
- 2022 : Suspect : Ryan
- 2023 : The couple next door 6 épisodes : Danny
- 2014-2024 : Outlander : Jamie Fraser  88 épisodes

#### Téléfilms
- 2007 : A Very British Sex Scandal de Patrick Reams : Edward McNally
- 2009 : Breaking the Mould: The Story of Penicillin de Peter Hoar : Charles Fletcher
- 2010 : First Light[20] (Spitfire) de Matthew Whiteman : Geoffrey Wellum (en)
- 2011 : Il était une fois à Castlebury... (A Princess for Christmas) ou Noël au château (au Québec) de Michael Damian : Ashton, prince de Castlebury

### Vidéo
- 2018 :  Lego DC Super-Villains : Mirror Master (voix)[21]

## Théâtre
| Année     | Titre               | Rôle                       | Théâtre                               | Notes                                                                           |
| --------- | ------------------- | -------------------------- | ------------------------------------- | ------------------------------------------------------------------------------- |
| 2002      | Outlying Islands    | John                       | Royal Court Theatre Upstairs, Londres | nommé en 2003 aux Laurence Olivier Awards (Comédien le plus prometteur de 2002) |
| 2005      | Knives in Hens      | Pony William               | TAG Theatre Company, Glasgow          |                                                                                 |
| 2007      | The Vortex          | Tom Veryan                 | Royal Exchange Theatre, Manchester    |                                                                                 |
| 2007      | Hamlet              | Guildenstern, Fortinbras   | Citizens Theatre, Glasgow             |                                                                                 |
| 2007      | The Pearlfisher     | Roderick, Eddie the Gaffer | Traverse Theatre, Édimbourg           |                                                                                 |
| 2008      | Roméo et Juliette   | Pâris                      | Dundee Repertory Theatre              |                                                                                 |
| 2008      | Macbeth             | Malcolm                    | Royal Lyceum Theatre, Édimbourg       |                                                                                 |
| 2009      | Plague Over England | Gregory                    | Duchess Theatre, West End             |                                                                                 |
| 2011-2012 | Batman Live         | Batman                     | Spectacle                             |                                                                                 |
| 2012      | Le Roi Jean         | Le roi Jean                | Oran Mor theatre                      |                                                                                 |

## Distinctions

### Récompenses
- 2014 : TV Guide Awards du meilleur duo partagé avec Caitriona Balfe dans une série télévisée dramatique pour Outlander.
- 2015 : Gold Derby Awards du meilleur acteur dramatique principal dans une série télévisée dramatique pour Outlander pour le rôle de James « Jamie » Alexander Malcolm Fraser.
- IGN Summer Movie Awards 2015 : Lauréat du Prix IGN People's Choice Award du meilleur acteur  TV dans une série télévisée dramatique pour Outlander pour le rôle de James « Jamie » Alexander Malcolm Fraser.
- 43e cérémonie des People's Choice Awards 2017 : Meilleur acteur dans une série télévisée dramatique pour Outlander pour le rôle de James « Jamie » Alexander Malcolm Fraser.
- 21e cérémonie des Satellite Awards 2017 : Meilleure distribution dans une série télévisée dramatique pour Outlander partagé avec Caitriona Balfe, Tobias Menzies, Lotte Verbeek, Laura Donnelly, Steven Cree, Grant O'Rourke, Gary Lewis, Graham McTavish, Stephen Walters, Simon Callow, Nell Hudson, Dominique Pinon, Stanley Weber, Richard Rankin, Sophie Skelton, Andrew Gower, Rosie Day, Clive Russell, et Frances de la Tour
- 2019 : Gold Derby Awards du meilleur acteur dramatique dans une série télévisée dramatique  pour Outlander pour le rôle de James « Jamie » Alexander Malcolm Fraser.
- 45e cérémonie des Saturn Awards 2019 : Meilleur acteur de télévision dans une série télévisée dramatique pour Outlander pour le rôle de James « Jamie » Alexander Malcolm Fraser.

### Nominations
- 2003 : Laurence Olivier Awards du comédien le plus prometteur dans une pièce de théâtre pour Outlying Islands (2002).
- 2010 : British Soap Awards du meilleur méchant de l'année dans une série télévisée dramatique pour Doctors (2009).
- 2012 : MovieGuide Awards de la meilleure interprétation dans un téléfilm dramatique pour Il était une fois à Castlebury... (2011).
- IGN Summer Movie Awards 2015 : Nomination au Prix IGN Awards du meilleur acteur TV dans une série télévisée dramatique pour Outlander pour le rôle de James « Jamie » Alexander Malcolm Fraser.
- 2015 à 2018 et 2020 à 2022 : 41e, 42e, 43e, 44e, 46e et 47e cérémonies des Saturn Awards : meilleur acteur de télévision dans un second rôle pour Outlander pour le rôle de James « Jamie » Alexander Malcolm Fraser.
- 2016 : BAFTA Scotland du meilleur acteur de télévision dans une série télévisée dramatique pour Outlander pour le rôle de James « Jamie » Alexander Malcolm Fraser.
- 7e cérémonie des Critics' Choice Television Awards 2016 : Meilleur acteur dans une série dramatique pour Outlander pour le rôle de James « Jamie » Alexander Malcolm Fraser.
- 22e cérémonie des Satellite Awards 2018 : Meilleur acteur dans une série télévisée dramatique ou une série de genre pour Outlander pour le rôle de James « Jamie » Alexander Malcolm Fraser.
- 2021 : Critics' Choice Super Awards du meilleur acteur de télévision pour Outlander pour le rôle de James « Jamie » Alexander Malcolm Fraser.